# La Frégate
 (octobre 2024).
Si vous disposez d'ouvrages ou d'articles de référence ou si vous connaissez des sites web de qualité traitant du thème abordé ici, merci de compléter l'article en donnant les références utiles à sa vérifiabilité et en les liant à la section « Notes et références ».
La Frégate  est le nom d'une collection de livres lancée par la Maison de la bonne presse en 1946. Elle s'adresse à un public familial. Parmi les auteurs certains ont une notoriété déjà reconnue, comme Albert Bonneau ou Jean Merrien, qui écrivent sous pseudonyme, ou encore Henriette Robitaillie, autrice pour la jeunesse. Après 134 ouvrages dont deux à double numérotation, la collection se termine en 1957.

## Liste des titres
- 1 Le Wharf d'Ébène par Marie Barrère-Affre, 1946; réédition : nouvelle couverture, 1948
- 2 L'Offrande pour la patrie par Luisa Mehr, 1946
- 3 Le Piège blanc par Jehan Roland, 1946
- 4 Le Fils de roi passa par Emmanuel Soy, 1946
- 5 Le Mouchoir du bonheur par Marie-Marguerite d'Armagnac, 1946
- 6 La Blanche dame du soir par Jean de Belcayre, 1946
- 7 La tête de bouc par Aymon d'Alost, 1946
- 8 Nanon, fille du sillon par Jean Rolland, 1946
- 9 Fleur de blé noir par Camille Vaujours, 1946
- 10 Ses deux amours par Pierre Gourdon, 1947
- 11 Le Droit chemin par Marie-Antoinette de Miollis, 1947
- 12 Les nouveaux troglodytes par Robert Snora, 1947
- 13 Zite et son amour par Marie Barrère-Affre, 1947
- 14 Christa par  Geneviève Le Brun, 1947
- 15 Deux coups de feu par  Pierre d'Aurimont, 1947
- 16 Les Cèdres bleus par Jean Mauclère, 1947
- 17 L'argile vivante par Louis Neveu, 1947
- 18 Le retour du prisonnier par Jehan de Séneval, 1947
- 19 Quand le cœur a parlé par Maurice de Moulins, 1947
- 20 Privée d'amour par Pierre Gourdon, 1947
- 21 Mystères sous les cèdres par Jean de Belcayre, 1948
- 22 L’Entraîneur par Pierre Bourgès & Robert Hervet, 1948
- 23 Simon, sa mère et le mariage par Jean Edo, 1948
- 24 Le Roman d'un jeune homme riche par M.-A. d'Arvor, 1948
- 25 Le mari par Marthe Fiel, 1948
- 26 Trois petits vieux par Louis-Thomas Jurdant, illustration : Mixi-Bérel, 1948
- 27 Le Retour par Abel Moreau, 1948
- 28 Maria di Lavasina par Anne-Léo d'Érandière, 1948
- 29 L'Isolé par Maurice de Moulins, 1948
- 30 Le Fantôme de Rosporden par Tissier de Mallerais, illustration : Mixi-Bérel, 1948
- 31 Totor, Titi par P. Gourdon, 1949
- 32 La Vierge au secret par Claire Faine-Leroy, 1949
- 33 Cadessol par Camille Vaujours, 1949
- 34 Tante Alexandrine par Patrice Buet, 1949
- 35 L'oiseau rebelle par Paule Antoine, 1949
- 36 Soleil sur les champs par Geneviève Dardel, 1949
- 37 Feu William George Price par Pierre d’Aurimont, 1949
- 38 Drole de fille par René Duverne, 1949
- 39 Le Chemin du mauvais pas par Christiane Aimery, 1949
- 40 La rue où errait la mort par Henriette Robitaillie, 1949
- 41 Ils ne savaient pas par Daubannay, 1949
- 42 Le Bouddah kmer par Robert Valette, 1949
- 43 Les Entraves du souvenir par Guy Le Brun, 1950
- 44 Le mensonge de Gilberte par Geneviève Néranval, 1950
- 45 Une divorcée de vingt ans par Sabine du Jeu, 1950
- 46 Impossible amour par Pierre Gourdon, 1950
- 47 Pierre, mon ami par Jean Mauclère, 1950
- 48  Le Couteau jaune par Patrice Buet, 1950
- 49 Les Fernandez par Robert Valette, 1950
- 50 Bataille à l'ouest par Henriette Robitaillie, 1950
- 51 Le chant des neiges par Louis-René Bazin, 1950
- 52 Le Jardin fermé par Albert Moreau (Abel Moreau), illustration : Robert Ferri, 1950
- 53 La Route qui va loin par Dominique Desneiges, 1951
- 54 Les Anophèles par Anne-Léo d'Erandière, illustration : Robert Ferri, 1951
- 55 Le violon s'était tu par André Hiquet, illustration : Robert Ferri, 1951
- 56 L'Homme de la Ternèse par Patrice Buet, 1951
- 57 Une faute de bridge par Camille de Montergon, 1951
- 58 Le Sphinx et les deux jeunes filles par Jacques Christophe, 1951
- 59 Le Drame de Frileuse par M. (ou A. ou encore M.-L.) Grandjean, 1951
- 60 La Folie de Georgie Austin par Sabine du Jeu, illustration : Robert Ferri, 1951
- 61 Barrage 5 par Louis René-Bazin, 1951
- 62 La grande diagonale par Louis Garonne, illustration : Robert Ferri, 1951
- 63 Le fantôme de la brousse par Geneviève Dardel, illustration : Robert Ferri, 1951
- 64 L'épervière blanche par Paule Antoine, 1951
- 65 Le château des sept Marie par Isabelle Salvat, 1951
- 66 Hôtel Carlton, appartement 922 par Max Maurica, illustration : Romain Simon, 1952
- 67 Fidèle amour par Édith Ferlac, illustration : Loÿs Pétillot, 1952
- 68 L'invincible espérance par Pierre Gourdon, 1952
- 69 Ombre mortelle par Jean Guy, 1952
- 70 Ce brave Monsieur Panette par Jean Simon, illustration : André Chanson, 1952
- 71 L’Étreinte du passé par Maurice de Moulins, illustration : Jacques Galan, 1952
- 72 La légende des 7 fontaines par Marguerite Geestelink, illustration : Romain Simon, 1952
- 73 Catherine choisit l'amour par Geneviève Le Brun, 1952
- 74 Le Mystère de la vallée maudite par Antoine Blanchard, illustration : Loÿs Pétillot, 1952
- 75 L'inspecteur en a de bonnes par Suzanne Rivière, illustration : André Chanson, 1952
- 76 La nuit qui chante par Magda Contino, illustration de Loÿs Pétillot, 1953
- 77 Le serment sur la grève par Jean Nils, illustration : André Chanson, 1953
- 78 Le moulin de Boutevent par Sabine du Jeu, 1953
- 79 Quand l'amour s'éveille par Pierre Allaigre, 1953
- 80 Le mariage de Charlotte Brain par Jacques Christophe, illustration : Paul de Combret, 1953
- 81 Le sourire qui console par Jean Maurinay, illustration : André Chanson, 1953
- 82 Vers la rive apaisée par Pierre des Essarts, illustration : André Chanson, 1953
- 83 Ève et l'amour par Pierre Roche, illustration : Paul de Combret, 1953
- 84 La Cigogne n'est pas dans son nid par Patrice Buet, 1953
- 85 Le Goût de la vie par Suzanne Mercey, illustration : Paul de Combret, 1953
- 86 Mirabelle par Geneviève Le Brun, illustration : Paul de Combret, 1953
- 87 Cœur à louer par Henriette Robitaillie et Geneviève de Champdeniers, illustration : Paul de Combret, 1954
- 88 La Rançon de Lucienne par Louis René-Bazin, illustration : Robert Dansler, 1954
- 89 Violette-Blanche par Juliane Ossip, illustration : Robert Dansler, 1954
- 90 Lumière fidèle par Roger Flouriot, 1954
- 91 Le Miroir de l'amour par Jacques Dalty, 1954
- 92 La Mansarde des jours heureux par Alain Montaigne, illustration : Hugues Ghiglia, 1954
- 93 L'Oublieux par Paul Cervières, illustration : Hugues Ghiglia, 1954
- 94 Le Secret de Pierres-Grises par Suzanne Rivière, 1954
- 95 Tout le plaisir est pour moi par Pierre d'Aurimont, illustration : Paul de Combret, 1954
- 96 La Compagnie des Cendrillons par Suzanne Rivière, illustration : Paul de Combret, 1954
- 97 Qui est Beppo? par Jean Maurinay, illustration : Paul de Combret, 1954
- 98 Bris de vitres par Roger Valière, 1954
- 99 Le Jugement des hommes par Marguerite Geestelink, 1954
- 100 Le Cadeau de maître Plantin par Anne-Marie Gasztowtt, 1954
- 101 Je me croyais seule par Sabine du Jeu, 1954
- 102 La Consultation n'a pas eu lieu par Rémi Portal, illustration : André Chanson, 1955
- 103 Cap sur l'amour par Germaine Obre, 1955
- 104 Mariage imprévu par Pierre Claude, 1955
- 105 A la vitesse de la lumière par Louis René-Bazin, illustration : André Chanson, 1955
- 106 Depuis toujours par Mariette Sauge, illustration : André Chanson, 1955
- 107 Deux morts au bridge par Roger Valière, illustration : André Chanson, 1955
- 108 Le collier d'émeraudes par Suzanne Rivière, 1955
- 109 Écrit sur le sable par  Juliane Ossip, 1955
- 110 A l'ombre de la Tour Alix par Marie de Cinquy, 1955
- 111 La grande Martinette par P. Hugonnard, illustration : Hugues Ghiglia, 1955
- 112  N'importe où par Saint-Bray, illustration : Hugues Ghiglia, 1955
- 113 Le secret des dunes par Suzanne Mercey, 1955
- 114 Le doute est mon péché par Jean Maurinay, illustration : Hugues Ghiglia, 1956
- 115 Les captives du Banel par Alberte Sadouillet, illustration : Hugues Ghiglia, 1956
- 116 La fin du roman par M. Gimeux, illustration : Hugues Ghiglia, 1956
- 117 Mélanie Delas par Gil Reicher, illustration : Hugues Ghiglia, 1956
- 118 Mon neveu le milliardaire par Marguerite Aubert-Levray, illustration : André Chanson, 1956
- 119 Marie-Jeanne et moi par René Duverne, 1956
- 120 L'amour était sur l'autre rive par Michelle Sapec, illustration : Hugues Ghiglia, 1956
- 121 L'auberge des Lices par Roger Flouriot, illustration : Hugues Ghiglia, 1956
- 122 Vers la terre enchantée par Paule Antoine, illustration : Hugues Ghiglia, 1956
- 123 L'étrange aventure de Jean Deschamps par Christiane Aimery
- 124 La chance qu’on m’a donnée par Roger Valière, 1956
- 125 L'enveloppe vert pâle par Henriette Robitaillie, illustration : Hugues Ghiglia, 1957
- 126 Les Parents de Baltimore par Dominique, 1957
- 127 Les Jeux imprévisibles par Jean Guy, couverture de Loÿs Pétillot, 1957
- 128 Le Sacrifice du soir par Gil Reicher, 1957
- 129 Rien qu´une Maison par Anna Doria, 1957
- 130 Le Solitaire de Rochenoire par Yves Demay (d) , illustration : André Chanson, 1957
- 131-132 Chanter dans le vent par Céline Lhotte, illustration : André Chanson, 1957
- 133 Le Mur d´ombre par Maurice-Bernard Endrèbe, 1957
- 134 Maïtéré par Anne-Marie Gasztowtt, 1957
- 135-136 L'abbé Garrec et la triste régate par René Madec[2], illustration : Raphaël Marmottin, 1957; réédition-rebrochage : Collection « La Frégate-Club des lecteurs », sans illustration, 1957; réédition : Collection « La Découvrance-Poche », série « Police-Les enquêtes du Recteur Garrec », Éditions La Découvrance, 2000